# 마이 블랙 미니드레스
《마이 블랙 미니드레스》(영제 : Little Black Dress)는 2011년 3월 24일 대한민국에서 개봉한 드라마 영화로, 원작은 김민서 작가의 장편소설 "나의 블랙 미니드레스"이다. 윤은혜(이유민 역), 유인나(강민희 역), 차예련(최수진 역), 박한별(윤혜지 역) 주연.

## 줄거리
주인공인 유민과 그의 연극영화과 동기 3명은, 대학교 졸업 후 각자의 길을 걸어가려 한다. 하지만, 작가지망생, 연극배우, 연예인 등을 꿈꾸는 그들의 길은 순탄치만은 않은데..

## 등장인물

### 주요 인물
- 이유민 (윤은혜 분)
  - 강남을 지향하지만, 실제 그의 거주지는 목동이다. 졸업 후 부모님이 인맥을 동원해 찾은 방송국의 서브작가로 취직하나 그가 하는 일은 메인 작가의 허드렛일 뿐. 어느날 혜지가 소개해준 석원이라는 남자에게 끌린다.
- 강민희 (유인나 분)
  - 청담동에 거주. 유민의 친구. 겉보기에는 아무 생각없이 실실 웃고 명품 가방에 기죽고 못사는 성격이지만, 나름 그의 뒤에는 남모를 아픈 가족사가 있다.
- 최수진 (차예련 분)
  - 논현동에 거주. 가장 영리하고 똑똑하다. 계약직 은행원으로 취직하나 내심 친구들 사이에서 열등감이 심한 인물이다. 사실 얼마전부터 그의 집안이 부도가 났다.
- 윤혜지 (박한별 분)
  - 압구정동에 거주. 어렸을 때부터 클럽에 죽고사는 성격으로 '압구정 죽순이'라는 말까지 있다. 광란의 밤을 즐기며 살다가 길거리 캐스팅으로 연예계에 진출한다. 데뷔 후 그들의 우정은 어느순간 금이 가기 시작한다.
- 김영미 (최윤영 분)
  - 유민의 고등학교 동창. 전문대를 졸업하고 방송작가로 일하다가 유민과 우연히 만나게 된다. 겉보기에는 똑부러지고 평범한 스타일이지만, 어딘지 모를 불안감과 고독이 그의 발목을 잡는다. 그리고 그의 비극적인 선택은 유민을 돌아보게 만드는데..

### 기타 인물
- 석원 (이용우 분)
  - 혜지의 소개로 만난 유민의 남자친구. 집안이 부유해 현재 아버지 밑에서 경영수업을 받고 있다. 하지만 유민이 기대한 만큼 그렇게 순정적인 사람만은 아닌데..
- 수환 (이천희 분)
  - 유민의 전 남자친구. 복학생. 2년동안 유민과 사귀나, 얇아지는 주머니와 구질구질한 성격 탓에 헤어지게 된다.
- 유승원 (유키스 동호 분)
  - 영화에서만 나오는 인물. 어학원 수강생으로 고등학생. 처음에는 민희와 안좋은 관계였으나 차츰 내심 민희를 흠모하게 된다.

## 해설
- 영화와 소설이 다른 점이 몇가지 있다.

| 줄거리                   | 소설 | 영화 |
| ------------------------ | --- | --- |
| 수진과 혜지의 갈등 원인  | 수진은 은행원이었고, 수진이 접객을 했던 VIP 고객에게서 스폰을 받았다. 그 스폰서가 혜지가 다리건너 아는 사람이었다.                                                                        | 수진이 과외를 하면서 연극 오디션을 떠도는 배우지망생으로 나온다. 그리고 그 과외받는 학생이 혜지의 고등학교 후배였다.        |
| 유민의 고등학교 동기동창 | 유민의 고등학교 동창인 "이노아"라는 인물(쉐라톤 워커힐 호텔에서 호화롭게 결혼식을 하나, 이후 과거가 들통나 파혼당하는 역할)이외에도 동기동창끼리 정기적으로 만나 회포를 푸는 장면이 있다. | "이노아"라는 인물은 생략되었고, 다만 동창생들이 장례식장에서 단역으로 출연한다. (트위터를 통해 부고를 알게 된다.)           |
| 결말                     | 유민은 서브작가를 계속하고, 혜지는 미니시리즈에 출연하여 시청률 대박을 친다. 그리고 민희는 유학 준비를 하고, 수진은 스폰서와 결별하였다.                                                  | 수진은 연극배우로, 민희는 유학길에 오르고, 혜지는 탑클래스 연예인에, 그리고 유민은 서브작가를 그만두고 프리랜서로 독립한다. |
| 유민의 자취 여부         | 지금껏 살던 목동 집에서 산다. | 프리랜서로 살게 되면서 봉천동 옥탑방에 살게 된다.                                                                           |

### 소설
- 소설에서 "촛불시위", "강남으로 가는 직통 지하철이 없다" 등의 표현으로 보아, 소설상의 시대적 배경은 2008년 대한민국의 촛불 시위에서 서울 지하철 9호선이 개통되기 이전까지, 즉 2008년 6월에서 2009년 7월 사이로 추측된다.

### 영화

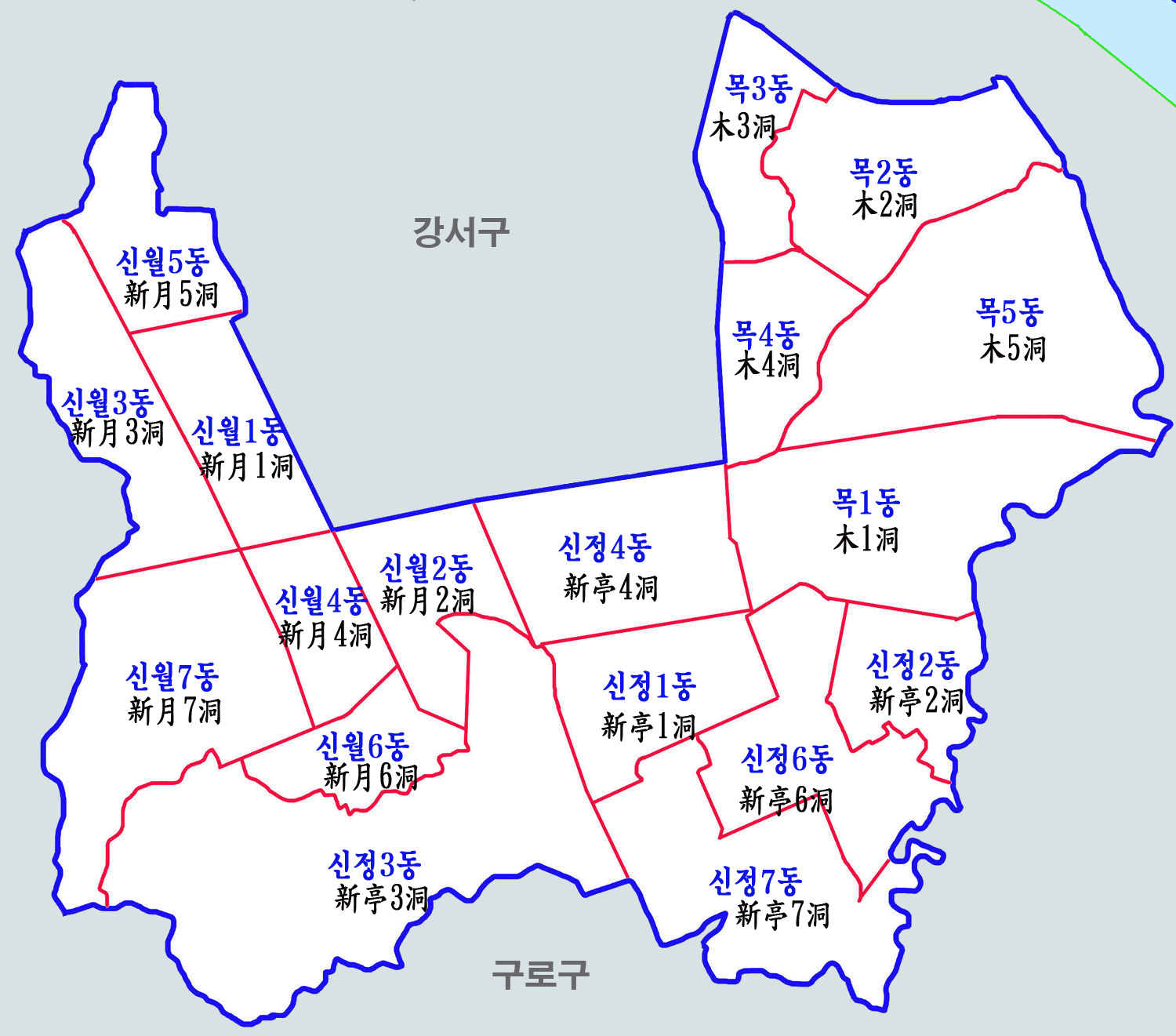
양천구 지도. 목동역은 목1동에 위치하고 있으며, 또한 내륙 쪽으로 들어가 있으므로 한강으로 가려면 한참이 걸린다. 굳이 강 주변에 위치한 지하철역을 따지자면 안양천에서 가까운 오목교역이나 염창역이 있다.

- (작품의 배경 중 하나인) 목동에 대한 배경 설명이 부족하거나 고증 오류가 있다.
  - 극중 유민이 탑승한 시내버스가 한강다리를 건너며 "목동역" 안내방송을 하는데, 실제 목동역은 강변이 아닌 내륙 지형에 들어가 있다.
  - 영미가 생전에 유민에게 보낸 택배에서, 주소 표기가 "서울특별시 강서구 신정5동"으로 되어있다. 이는 현재(영화 개봉 당시인 2011년에도)없는 지명으로, 양천구는 1988년 강서구에서 분리되었고, 신정5동은 2008년 7월 1일 신정4동에 통합되었다.
  - 영미의 장례식장에서 근조 화환에 "목5동 주민센터"라고 표기되어 있다. 목5동은 목동역과 한참 떨어져있고, 학군 또한 다르다. (목동역 상권은 목1동, 신정1, 4동 주변이고, 목5동은 오목교역 중심의 상권에 속해있다)
- 소설과 마찬가지로 주요 배경은 서울이지만, 영화에서는 부산 촬영이 추가되었다.

## 원작 소설
- 나의 블랙 미니 드레스 1 (출판사 휴먼앤북스)
  - ISBN 89-607-8066-8 {{isbn}}의 변수 오류: 유효하지 않은 ISBN.(2009년 4월 13일)
  - ISBN 89-607-8116-0 {{isbn}}의 변수 오류: 유효하지 않은 ISBN.(2011년 3월 7일)
- 나의 블랙 미니 드레스 2 (출판사 휴먼앤북스)
  - ISBN 89-607-8067-5 {{isbn}}의 변수 오류: 유효하지 않은 ISBN.(2009년 4월 13일)
  - ISBN 89-607-8117-7(2011년 3월 7일)

## 영화음악(OST)
- 2011년 3월 9일 박선주 작사 작곡의 "마.블.미"(마이 블랙 미니드레스) 디지털 싱글이 발매되었다. (배포 CJ E&M) (영화 내 엔딩 타이틀)
- 2011년 3월 31일 윤은혜가 부른 "Love Is Blind"가 디지털 싱글로 발매되었다. (배포 CJ E&M) (영화 내 삽입곡)